# Anthocharis midea
Anthocharis midea är en fjärilsart som först beskrevs av Jacob Hübner 1809.  Anthocharis midea ingår i släktet Anthocharis och familjen vitfjärilar. Inga underarter finns listade i Catalogue of Life.

## Bildgalleri

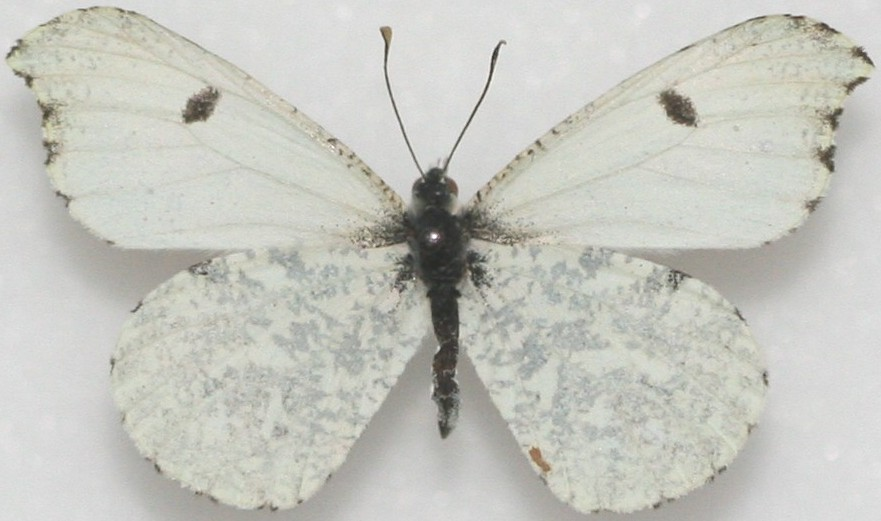
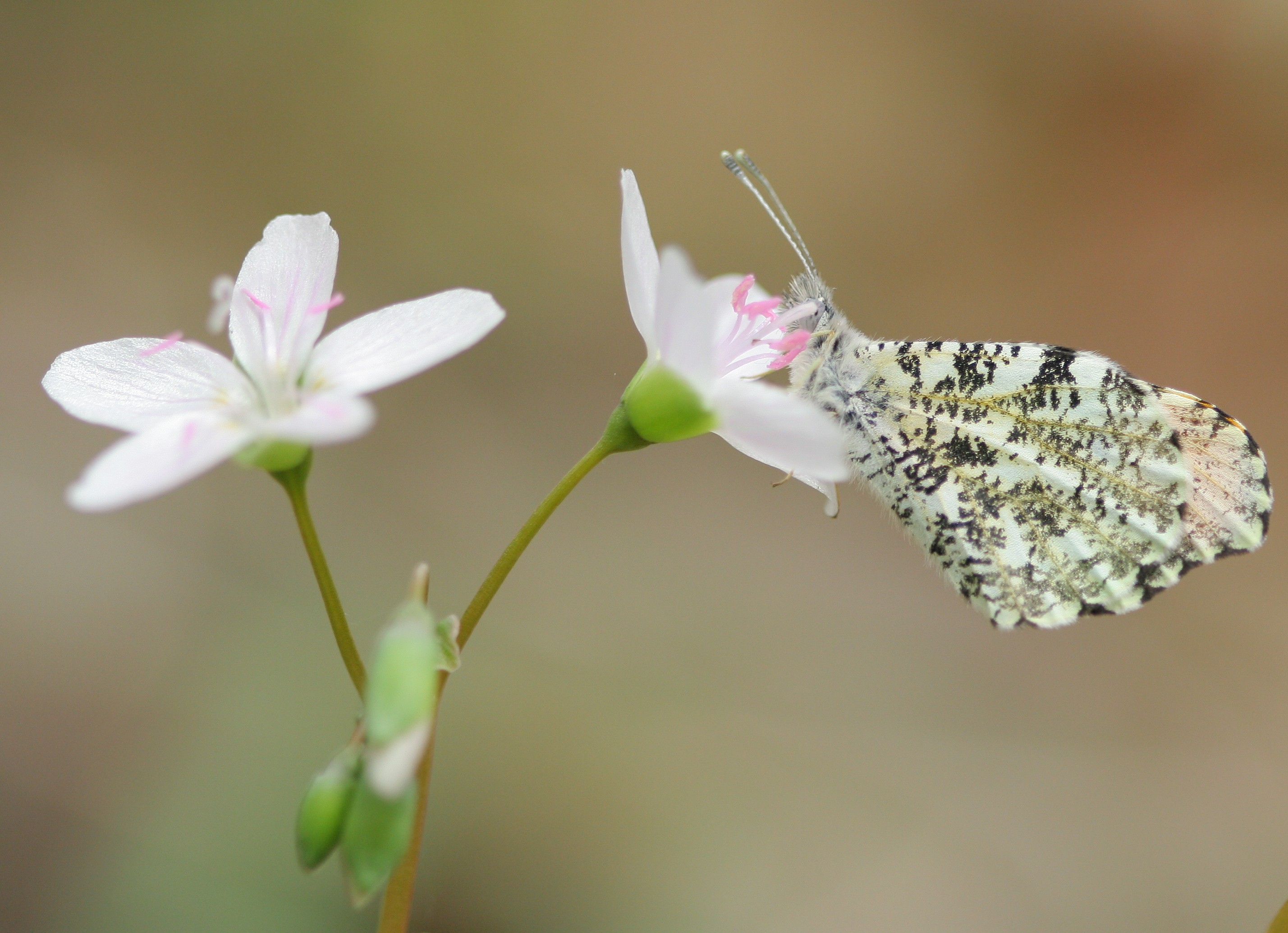